# Conti e duchi di Montpensier
Il seguente è un elenco dei vari nobili proprietari di Montpensier, prima signori, poi conti e infine duchi.

## Signori
Casato di Thiern 
Nel XII secolo, Montpensier apparteneva ad un certo Guy de Thiern.
?-? : Guy di Thiern
?-? : Agnese di Thiern, figlia di Guy.
sposa in prime nozze (1145) di Raimondo di Borgogna, conte di Grignon (ebbero una figlia sposatasi con Guy di Nevers);
sposa in seconde nozze (1160) di Umberto IV, sire di Beaujeu.
 Casato di Beaujeu 
?-1216: Guichard I († 1216), sire di Beaujeu (Guichard IV), figlio di Umberto e Alice;
1401-1416:
1216-1256: Guichard II († 1256), figlio di Guichard I;
sposo nel 1226 di Catherine d'Auvergne, figlia Roberto I, conte di Clermont e delfino d'Alvernia, e di Alix de Bourgogne.
1256-1285: Umberto II († 1285), figlio di Guichard II.
sposo nel 1276 di Isabelle de Mello;
1285-1308: Giovanna I († 1308), figlia di Umberto II;
sposatasi nel 1292 con Giovanni II di Dreux.
 Casato capetingio di Dreux 
1308-1329: Roberto (1293 † 1329), figlio di Giovanna I e Giovanni di Dreux;
sposo nel 1321 di Marie d'Enghien.
1329-1331: Giovanni I (1295 † 1331), figlio di Giovanna I e Giovanni, fratello di Roberto;
sposò verso il 1329 Ide de Rosny († 1375)
1331-1345: Pietro, (1298 † 1345), figlio di Giovanna I e Giovanni, fratello di Roberto e Giovanni II;
sposò nel 1341 Isabeau de Melun († 1389).
1345-1346: Giovanna II, (1345 † 1346), figlia di Pietro; ereditò i possedimenti di suo padre quand'era in fasce, ed ella stessa morì ad un anno d'età.
 Casato di Ventadour 
1346-1384: Bernardo di Ventadour, figlio di Ebles VIII, visconte di Ventadour e Marguerite de Beaujeu, figlia a sua volta di Louis di Beaujeu († 1280) signore di Montferrand, fratello di Umberto II.
Bernardo vendette Montpensier a Giovanni di Francia, duca di Berry, figlio di Giovanni II di Francia e Bonne di Lussemburgo. Montpensier fu allora fatto contea.

## Conti
Casato di Valois-Berry 
1384 - 1386: Giovanni II;
sposò Jeanne d'Armagnac.
1386-1401: Giovanni III (1363 † 1401), figlio di Giovanni di Berry, morto senza eredi.
1401 - 1416: ancora Giovanni II.
1416-1434: Maria di Berry (v. 1375-1434), anche duchessa d'Alvernia, figlia di Giovanni II.
sposa in prime nozze nel 1386 di Louis de Châtillon (+1391), conte di Dunois;
sposa in seconde nozze di Filippo d'Artois-Eu;
sposa in terze nozze (1401) di Giovanni I di Borbone (1381-1434).
 Casato dei Borbone 
1434-1486: Luigi I il Buono, figlio di Giovanni I di Borbone e Maria di Berry;
sposò in prime nozze (1428) Jeanne († 1436), delfina d'Alvernia e contessa di Clermont-en-Auvergne;
sposò in seconde nozze (15 febbraio 1442) Gabrielle de La Tour (+1486)
1486-1496: Gilberto (1443 † 1496), conte di Montpensier e delfino d'Alvernia, figlio di Luigi I e Gabrielle;
si sposò nel 1481 con Clara Gonzaga (1464 † 1503)
1496-1501: Luigi II (1483 † 1501), figlio di Gilberto.
1501-1525: Carlo (1490 † 1527), connestabile di Borbone;
sposo di Susanna di Borbone (1491 † 1521)
Dopo il tradimento di Carlo, Montpensier fu confiscato e poi restituito alla sorella del connestabile. Fu allora elevato a ducato.

## Duchi
Casato di Borbone-Montpensier 
1539-1561: Luisa (1484 † 1561), figlia di Gilberto;
sposa in prime nozze di Andrea III di Chauvigny († 1503), principe di Déols;
sposa in seconde nozze nel 1504 di Luigi di Borbone-Vendôme, principe di La Roche-sur-Yon (1473 † 1520).
 Casato di Borbone-Vendôme 

1561-1582: Luigi III (1513 † 1582), figlio di Luisa e Luigi;
sposo in prime nozze di Jacqueline de Longwy († 1561)
sposo in seconde nozze di Catherine de Guise (1552-1596)
1582-1592: Francesco (1542-1592), figlio di Luigi III e Jacqueline.
sposa di Renée, marchesa di Mezieres (1550-1590).
1592-1608: Enrico (1573-1608), figlio di Francesco.
sposo di Henriette-Catherine (1585-1656), duchessa di Joyeuse.
1608-1627: Maria (1605-1627), figlia di Enrico;
sposa di Gastone di Francia, duca d'Orléans.
1627-1693: Anna (1627 † 1693), figlia di Maria e Gastone.
Alla morte di Anna, Montpensier tornò alla corona. Fu dato poi a Filippo I d'Orléans e si trasmetterà con i duchi d'Orléans.